# Michael Beilin
Michael Beilin (hebräisch מיכאל ביילין; * 24. Mai 1976) ist ein ehemaliger israelischer Ringer. Er gewann bei Welt- und Europameisterschaften drei Medaillen im griechisch-römischen Stil im Federgewicht.

## Werdegang
Michael Beilin erlernte das Ringen als Jugendlicher noch in der damaligen Sowjetunion. Nach seiner Emigration nach Israel wurde er Mitglied von Hapoel Tel Aviv. Sein Trainer war Boris Winokurow. Er rang nur im griechisch-römischen Stil und bei einer Größe von 1,66 Metern bis 2001 im Federgewicht und ab 2002 im Leichtgewicht. Obwohl Israel in Asien liegt, gehört der israelische Ringerverband aus politischen Gründen zum Europäischen Ringerverband. Deshalb konnte Michael Beilin bei Europameisterschaften, nicht aber bei Asienmeisterschaften starten.
Sein Debüt auf der internationalen Ringermatte gab er 1996 bei der Europameisterschaft in Budapest. Dabei kam er auf den 12. Platz. Wesentlich besser schnitt er dann schon bei der Europameisterschaft 1997 im finnischen Kouvola ab, wo ihm Siege über Alexander Schischko, Belarus und Robert Mazouch, Tschechien, gelangen. Niederlagen gegen Şeref Eroğlu, Türkei, Akaki Chachua, Georgien und Matyas Megyes, Ungarn, standen diesen Siegen gegenüber und verwiesen ihn auf den 6. Platz. Bei der Weltmeisterschaft 1997 in Wrocław hätte er beinahe die Medaillenränge erreicht. Er besiegte dort Leonhard Ionel Frincu, Rumänien, verlor dann gegen Akaki Chachua, siegte über Konstantios Arkoudeas, Griechenland, Ramazan Aydin, Deutschland, Alexander Stepanjan, Ukraine und Juan Luis Marén, Kuba. Den Kampf um eine Bronzemedaille verlor er dann degen den amtierenden Olympiasieger Włodzimierz Zawadzki aus Polen. Sein 4. Platz ist aber ein herausragendes Resultat.
1998 war er weniger erfolgreich. Er belegte bei der Europameisterschaft in Minsk den 17. und bei der Weltmeisterschaft in Gaevle/Schweden, den 13. Platz. In Gaevle kam er aber immerhin zu Siegen über so gute Ringer wie Emil Budinow aus Bulgarien und Akaki Chachua. Bei der Europameisterschaft 1999 besiegte Michael Beilin Peter Ronai aus Ungarn und Tomislaw Wukelic aus Kroatien, schied danach aber nach einer Niederlage gegen Wlodzimierz Zawadzki aus und belegte den 8. Platz. Seine erste Medaille bei einer internationalen Meisterschaft gewann er dann bei der Weltmeisterschaft dieses Jahres in Athen. Er besiegte dort Miroslaw Welkow, Mazedonien, verlor etwas überraschend gegen Endrix Arteaga aus Venezuela, besiegte danach Yi Shanjun, China und Riccardo Magni, Italien, ehe er von Şeref Eroğlu erneut besiegt wurde. Im abschließenden Kampf um eine Bronzemedaille siegte er jedoch gegen Bahodir Qurbonov aus Usbekistan.
Mit dieser Bronzemedaille qualifizierte er sich gleichzeitig für die Teilnahme an den Olympischen Spielen 2000 in Sydney. In Sydney kam er aber nur zu einem Sieg über Witali Schuk aus Belarus. Anschließend verlor er gegen Bahodir Qurbonov, schied aus und kam auf den 15. Platz. Bei der Europameisterschaft 2001 in Istanbul erreichte Michael Beilin den 7. Platz. Bei der Weltmeisterschaft 2001 in Patras war er in hervorragender Form. Er besiegte dort Elbrus Mammadow, Aserbaidschan, Bahodir Qurbonov, Beat Motzer, Schweiz und Kevin Bracken aus den vereinigten Staaten, ehe er von Kim In-sub aus Südkorea gestoppt wurde, gegen den er knapp mit 2:3 Punkten unterlag. Im abschließenden Kampf besiegte er dann Juan Luis Marén und sicherte sich damit eine WM-Bronzemedaille.
Eine Medaille, wieder die bronzene, gewann er auch bei der nächsten internationalen Meisterschaft, der Europameisterschaft 2002 in Seinäjoki/Finnland. Er besiegte dort Elbrus Mammadow, Rocco Fabio Spano, Italien und Levente Füredy, Ungarn. Dann wurde er von Şeref Eroğlu besiegt, sicherte sich aber mit einem Sieg über Witali Schuk diese Medaille.
Danach nahm Michael Beilin bis zum Jahre 2006 noch an weiteren drei Weltmeisterschaften und an einer Europameisterschaft teil. Er konnte sich dabei nicht mehr unter den ersten zehn platzieren.

## Internationale Erfolge
| Jahr | Platz | Wettbewerb                         | Gewichtsklasse | Ergebnisse |
| 1996 | 12.   | EM in Budapest                     | Feder          | Sieger: Sergei Martynow, Russland vor Hryhorij Komyschenko, Ukraine |
| 1997 | 6.    | EM in Kouvola                      | Feder          | nach Siegen über Alexander Schischko, Belarus und Robert Mazouch, Tschechien und Niederlagen gegen Seref Eroglu, Türkei, Akaki Chachua, georgien und Matyas Megyes, Ungarn |
| 1997 | 4.    | WM in Wrocław                      | Feder          | nach einem Sieg über Leonhard Ionel Frincu, Rumänien, einer Niederlage gegen Akaki Chachua, Siegen über Konstantionos Arkoudeas, Griechenland, Ramazan Aydin, Deutschland, Alexander Stepanjan, Ukraine und Juan Luis Marén, Kuba und einer Niederlage gegen Wlodzimierz Zawadzki, Polen |
| 1998 | 3.    | Großer Preis von Italien in Faenza | Feder          | hinter Juan Luis Marén und Seref Eroglu |
| 1998 | 2.    | FILA-Test-Turnier in Nikea         | Feder          | hinter Mchitar Manukjan, Kasachstan, vor Alexei Panisch, Belarus und Nurlan Koischaiganow, Kasachstan |
| 1998 | 17.   | EM in Minsk                        | Feder          | nach Niederlagen gegen Jerzy Szeibinger, Polen und Akaki Chachua |
| 1998 | 13.   | WM in Gaevle/Schweden              | Feder          | nach Siegen über Emil Budinow, Bulgarien und Akaki Chachua und Niederlagen gegen Seref Eroglu und Nikolai Monow, Russland |
| 1999 | 8.    | EM in Sofia                        | Feder          | nach Siegen über Peter Ronai, Ungarn und Tomislaw Wukelic, Kroatien und einer Niederlage gegen Wlodzimierz Zawadzki |
| 1999 | 3.    | WM in Athen                        | Feder          | nach Sieg über Miroslaw Welkow, Mazedonien, Niederlage gegen Endrix Arteaga, Venezuela, Siegen über Yi Shanjun, China und Riccardo Magni, Italien, Niederlage gegen Seref Eroglu und Sieg über Bahodir Qurbonov                                                                          |
| 2000 | 15.   | OS in Sydney                       | Feder          | nach einem Sieg über Witali Schuk, Belarus und einer Niederlage gegen Bahodir Qurbonov |
| 2001 | 7.    | EM in Istanbul                     | Feder          | Sieger: Seref Eroglu vor Temour Tehumow, Russland und Wlodzimierz Zawadzki |
| 2001 | 3.    | WM in Patras                       | Feder          | nach Siegen über Elbrus Mammadow, Aserbaidschan, Bahodir Qurbonov, Beat Motzer, Schweiz und Kevin Bracken, USA, einer Niederlage gegen Kim In-sub, Südkorea und einem Sieg über Juan Luis Marén                                                                                          |
| 2002 | 3.    | EM in Seinäjoki/Finnland           | Feder          | nach Siegen über Elbrus Mammadow, Rocco Fabio Spano, Italien und Levente Füredy, Ungarn, einer Niederlage gegen Seref Eroglu und einem Sieg über Witali Schuk |
| 2002 | 12.   | WM in Moskau                       | Leicht         | nach einer Niederlage gegen Seref Eroglu und einem Sieg über Iwan Kron, Schweiz |
| 2003 | 20.   | WM in Créteil                      | Leicht         | nach einer Niederlage gegen Eduard Aplewitsch, Belarus und einem Sieg über Yaser Salih, Syrien |
| 2005 | 19.   | WM in Budapest                     | Leicht         | nach Sieg über Seref Eroglu und Niederlage gegen Alain Milian, Kuba |
| 2006 | 19.   | EM in Moskau                       | Leicht         | nach einer Niederlage gegen Nikolai Gergow, Bulgarien |

## Erläuterungen
- alle Wettkämpfe im griechisch-römischen Stil
- OS = Olympische Spiele, WM = Weltmeisterschaft, EM = Europameisterschaft
- Federgewicht, bis 1996 bis 62 kg, von 1997 bis 2001 bis 63 kg, seit 2002 bis 60 kg, Leichtgewicht, seit 2002 bis 66 kg Körpergewicht